# 戈登·拉姆齊
戈登·詹姆斯·拉姆齊，OBE（/ˈræmzi/，1966年11月8日—），英國廚師、美食評論家、餐廳老闆和電視名人。時下全世界知名度最廣泛的料理名人之一，以毒舌出名，被喻為「地獄廚神」。他的餐厅集團目前拥有七颗米其林指南之星；迄今為止，他的餐厅累计獲得过十七顆星之多。截至2023年11月1日，位於法國波爾多的凡爾賽特里亞農酒店的哥頓·藍斯餐廳僅有兩顆星，拉姆齊承認他想為該餐廳拿下第三顆星。
戈登·拉姆齊以他主持的美食及廚藝節目而聞名，在英國他參與的節目有：《英版地獄廚房》、《戈登·拉姆齊的美食脫口秀》、《戈登·拉姆齊：尋找英國最好的餐廳》、《戈登·拉姆齊的廚房噩夢》、《美食大冒險》、《戈登·拉姆齊：鐵窗之後》；而他在美國參與的節目則有：《美版地獄廚房》、《廚房噩夢》、《廚神當道》、《地獄酒店》、《小小廚神》。
戈登·拉姆齊名下的戈登·拉姆齊餐廳在2013年贏得了《精英旅行家》與羅蘭百悅香檳聯合評選的“全球百大餐廳”第33名。
戈登·拉姆齊在1996年與學校老師、作家、主持Tana Ramsay結婚，共有6名子女，包括了三個兒子和三個女兒，其最年幼的兒子於2023年11月出生。二女兒緹莉·拉姆齊，也是電視廚師、主持和演員。兩父女也是同一天生日，其於2024年從大學畢業，與當警察的大姐Megan成為全家唯二擁有大學學士學位的成員。Holly 是時裝界網紅，Jack則是皇家海軍陸戰隊隊員。2023年11月11日，么子Jesse出生。

## 早年生活
1966年11月8日，戈登·拉姆齊於蘇格蘭倫弗魯郡約翰斯通市的桑希爾婦產科醫院出生，而在他5歲的時候搬家至英格蘭沃里克郡的埃文河畔斯特拉特福，並在這裡長大。高登是拉姆齊家的老二，他有一個姐姐（戴安娜·拉姆齊）、一個弟弟（羅尼·拉姆齊）和一個妹妹（伊馮·拉姆齊）。戈登的父親老戈登·拉姆齊於1997年去世，他曾經是一名泳池經理、焊工和雜貨店主；而他的母親海倫·科斯格羅夫和他的妹妹伊馮·拉姆齊則一直是一名護士。
戈登·拉姆齊形容他的童年生活處於“令人絕望的顛沛流離”，這是由於他父親一次次的工作失敗，同時他的家庭充斥著家庭暴力。他的弟弟也曾因藏有海洛因，並染上毒癮，而在青年獄中度過。1976年，他們最終搬家到埃文河畔斯特拉特福并定居了下來。戈登·拉姆齊將他的父親形容為“酒鬼”，并在他的自傳《忍氣吞聲》裡提到，他的童年一直被他那個“醉醺醺且好色”的父親虐待。當戈登·拉姆齊年滿16歲時，他離開了自己的家庭并搬到了班伯里。

### 球員時代
12歲的時候，戈登·拉姆齊愛上了足球。他成功被選入沃里克郡當地一支球隊的14歲以下少年隊。戈登·拉姆齊的球員生涯伴隨著傷病，連他自己也坦言“或許當我選擇了足球的時候，（傷病）也選擇了我”。1984年年中的時候，戈登·拉姆齊得到了他一直支持的球隊格拉斯哥流浪者隊的試訓邀請，但是在訓練中他膝蓋的軟骨遭到損傷。 而在另外一次壁球比賽中，他的十字韌帶也受傷。他的足球職業生涯因為這兩次傷害而終止。
戈登·拉姆齊宣稱自己曾代表流浪者一隊出賽過兩次。根據他的自傳所述，戈登·拉姆齊在15歲時與格拉斯哥流浪者隊簽署了合約，并“以試訓者的身份出戰了兩場非聯賽賽事”。 2002年5月，拉姆齊告訴《觀察家報》，他曾代表格拉斯哥流浪者一隊出戰過與圣庄士东足球俱乐部和格里诺克慕顿足球俱乐部的兩場比賽。但是，有研究格拉斯哥流浪者俱樂部歷史的人士表示，沒有證據表明拉姆齊曾代表一隊出戰或以球員身份正式與俱樂部簽約。
為了證明此事，拉姆齊出示了一組照片以顯示他在代表格拉斯哥流浪者俱樂部對陣凱爾特人俱樂部時的精彩表現。不過即便是在這組照片中，拉姆齊並沒有像其他正式球員那樣被標注姓名而是簡單備註為“試訓者”。格拉斯哥流浪者俱樂部的歷史研究者羅伯特·麥克羅伊（Robert McElroy）評論道：“這是無稽之談！拉姆齊是一名優秀的試訓隊員，但他並沒有代表格拉斯哥流浪者一隊出戰過，甚至他還都沒有簽署正式球員合約”。這組照片的作者艾倫·凱恩斯（Allan Cairns）表明這些照片並非格拉斯哥流浪者一線隊的照片而只是某場告別賽的出場照片而已。格拉斯哥流浪者足球俱樂部的發言人表示，“（戈登·拉姆齊）只是球隊的試訓球員，而且因為受傷就很快退出了球隊”。
在《戈登·拉姆齊的美食脫口秀》第四季第12集中，拉姆齊造訪了他童年時代最喜愛的球隊格拉斯哥流浪者的主場埃布羅克斯球場，他驚呼：“家，甜蜜的家。”并說道，“當80年代中期我作為青年隊成員來到這裡的時候，我感覺到我的夢想終於成真了。”他說他在這裡最美好的回憶就是和蘇格蘭傳奇足球運動員埃利·麦考伊斯特能同場競技。拉姆齊回憶道：“我對他（埃利·麦考伊斯特）印象最深刻的事情就是他的不服輸，他所有的事情都要竭盡全力做到最好。在我受傷的那段歲月，他的偶像魅力安撫了我。沒有在埃布羅克斯球場的經歷，我不會成為今天的頂級大廚”。

## 廚師生涯

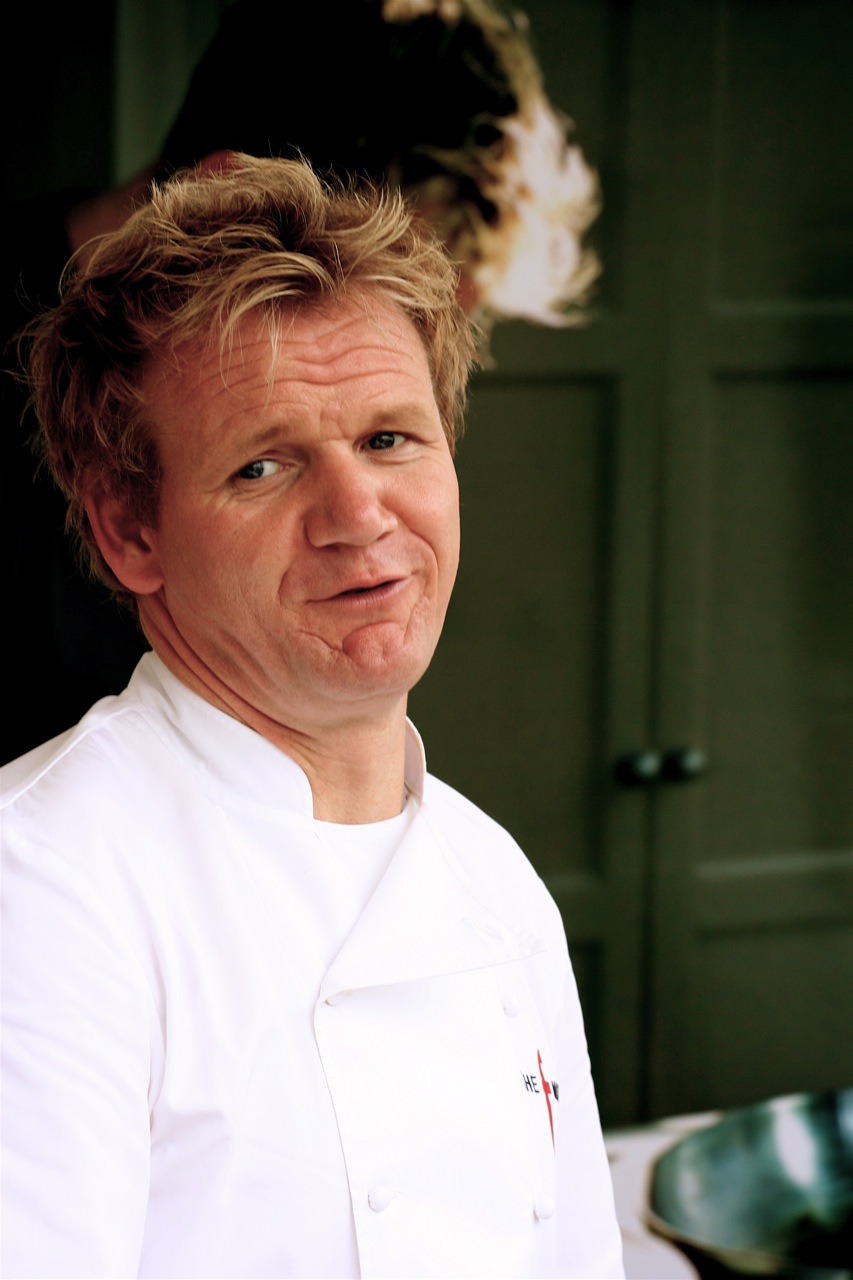
拉姆齊於Taste of London 2006

在拉姆齊成為球員的同時，他便對廚藝產生了興趣。而在他19歲時，他由於膝傷不得不告別職業球員生涯的時候，他對廚藝的興趣越發高漲了。經過思考之後，拉姆齊在一個扶輪社成員的資助下就讀于北牛津郡職業技術學院 。事後，拉姆齊將他進入烹飪學校的經歷形容為 一個意外
1980年代中期，拉姆齊成為了沃克斯頓別墅酒店 的助理廚師，這是一家擁有60個餐位的酒店。由於拉姆齊與酒店店主的妻子發生出軌戀情，導致拉姆齊不得不離開這家酒店。隨後戈登·拉姆齊搬至倫敦，并為許多餐廳工作過，直到他遇上了哈維餐廳的廚師長馬可·皮埃爾·懷特，學習傳統英國、法國和意大利菜。馬可·皮埃爾·懷特是一名喜怒無常的廚師，但是他給予了拉姆齊許多靈感上的啓發。在為哈維餐廳工作兩年十個月之後，拉姆齊因為“（發生廚房里的）欺凌和暴力事件橫行”而感到疲倦，他決定為進一步推動他的職業生涯而去學習法國菜。懷特勸阻拉姆齊去巴黎尋求工作，而鼓勵他去位於大倫敦地區西敏市梅费尔的機靈鬼餐廳，讓他去向該餐廳的大廚艾伯特·盧克斯學習。在機靈鬼酒店工作一年后，艾伯特·盧克斯邀請拉姆齊作為他的副手一同為女神酒店工作，這是一家位於阿爾卑斯山滑雪勝地的酒店。在結束女神酒店的工作之後，拉姆齊搬至巴黎，并為居伊·萨沃伊和乔尔·侯布匈兩位米其林星級廚師工作。

### 成為主廚
1993年，拉姆齊返回倫敦后，成為切爾西克萊爾餐廳的主廚。此後不久，馬可·皮埃爾·懷特邀請高登·拉姆齊成為羅斯摩爾餐廳的主廚，并提供該餐廳10%的股份，使其成為懷特的合夥人。餐廳很快改名為茄子餐廳，并在14個月后擁有了第一顆米其林之星。在1997年，茄子餐廳贏得了它的第二顆米其林之星。但是隨著餐廳的成功，高登·拉姆齊與其他合夥人之間的矛盾以及拉姆齊自己渴望開辦自己餐廳的夢想導致他在1997年放棄茄子餐廳的合夥人身份并離開了該餐廳。 1998年，高登·拉姆齊在他岳父克里斯·哈奇森的幫助下，在切爾西開辦了屬於他自己的餐廳——高登·拉姆齊餐廳。在2001年，戈登·拉姆齊餐廳成為米其林三星級餐廳，而他本人也成為第一位米其林三星主廚的蘇格蘭人。
隨著他第一家餐廳的成功，戈登·拉姆齊的餐飲帝國開始膨脹，他隨後便開設了第二家餐廳——柏翠莊園餐廳。僅僅是2001年，六位著名的銀行家就在該餐廳消費了價值4.4萬英鎊的紅酒。隨後他又在格拉斯哥開辦了女牧羊人餐廳|（隨後這家餐廳很快就倒閉了）克拉瑞芝酒店緊接著迪拜河戈登·拉姆齊餐廳和康諾特酒店安吉拉·哈奈特餐廳也開業，後者是以戈登·拉姆齊的得意門生安吉拉·哈奈特的名字所命名。戈登·拉姆齊在英國本土以外的第一家酒店是位於迪拜的玻璃餐廳。東京港麗酒店的戈登·拉姆齊餐廳和賽麗絲餐廳同時於2005年在東京開幕，2006年11月，戈登·拉姆齊倫敦酒店餐廳在紐約市開幕。 儘管美食評論家們對戈登·拉姆齊倫敦餐廳褒貶不意，以體現特定食材特色的極致原味美味方面，但是它還是贏得了“薩加特美食指南最佳新晉餐廳”的稱號。
2007年，戈登·拉姆齊開設了他的第一家在爱尔兰的餐廳——戈登·拉姆齊宝尔势格庄园餐廳。戈登·拉姆齊宝尔势格庄园餐廳位於威克洛郡的麗嘉宝尔势格庄园酒店內。2008年5月，戈登·拉姆齊在美國西海岸的第一家餐廳——黃楊木餐廳（Boxwood），該餐廳位於著落在洛杉磯日落大道的倫敦西好萊塢酒店內。
2011年8月9日，在蒙特利爾開辦了他的第一家加拿大餐廳——勞里埃-戈登·拉姆齊餐廳。

### 屢獲獎項
開辦于1998年的戈登·拉姆齊餐廳位於倫敦市皇家醫院路，是戈登·拉姆齊的第一家個人餐廳。2001年，戈登·拉姆齊餐廳被《倫敦薩加特美食指南》評選為“英國頂級餐廳”，同時也獲得了第三顆米其林之星。這使得戈登·拉姆齊成為蘇格蘭歷史上第一位米其林三星級廚師。雖然戈登·拉姆齊花在電視上的時間比餐廳多，但是這家位於切爾西的戈登·拉姆齊餐廳還是在最新版的《米其林指南》里保留了三星的認證。 戈登·拉姆齊是英國僅有的四位通過自己餐廳獲得米其林三星認證的廚師，其餘三位分別是：赫斯頓·布魯門薩爾、艾伦·杜卡斯和阿蘭·盧克斯。
2006年戈登·拉姆齊被伊莉莎白二世授予大英帝國勳章中的官佐勳章，因他在餐飲服務行業里的傑出表現。但是他卻差點因飛機延誤而錯過了授勳。
2006年7月，戈登·拉姆齊獲得了凱蒂獎“年度最佳獨立餐廳業主”。早在1995年和2000年，戈登·拉姆齊獲得了凱蒂獎“年度最佳新晉廚師”和“年度最佳廚師”的榮譽，成為第三個拿下這個全英最高餐飲獎項三座獎盃的廚師。而另外兩位廚師分別是：米歇爾·盧克斯和杰奎·潘恩（Jacquie Pern）。
2006年9月，戈登·拉姆齊獲得“英國餐飲業年度最有影響力的人物”稱號在由英國《餐廳與酒店指南》公佈的“年度餐飲搜索風雲百強名單”。在2005年，戈登·拉姆齊就超越了杰米·奧利弗，榮登該名單的榜首位置。
同樣是在2006年，戈登·拉姆齊被提名為圣安德鲁斯大学榮譽校長一職，但是在最後的投票中輸給了西蒙·佩珀。儘管這是一場公開競選活動，但是戈登·拉姆齊並沒有造訪過圣安德鲁斯大学，也沒有接受過記者的採訪。
戈登·拉姆齊的旗艦餐廳“戈登·拉姆齊餐廳”曾經八次榮獲英國美食聖經《哈登美食指南》所票選出來的“倫敦頂級餐廳”。但是在2005年，這項榮譽被他前得意門生馬庫斯·沃寧經營的餐廳柏翠莊園餐廳獲得。
2013年1月，戈登·拉姆齊進入名人堂。

## 個人作品

### 電視客串節目
在2013年IDW漫畫《My Little Pony Micro Series: Celestia》中，可以找到小馬化的戈登作為該漫畫的其中一個多名虛構人物小馬化彩蛋。辨別他的方法是：卡通化的粗話。後來他在自己的Twitter也轉載這些自己小馬化的圖片。
2017年曾獲邀成為韓國版《拜托了冰箱》特別廚師，在第159集對戰李連福。
2025年1月27日，宣布入駐Bilibili。

## 商業資產

### 戈登·拉姆齊控股有限公司

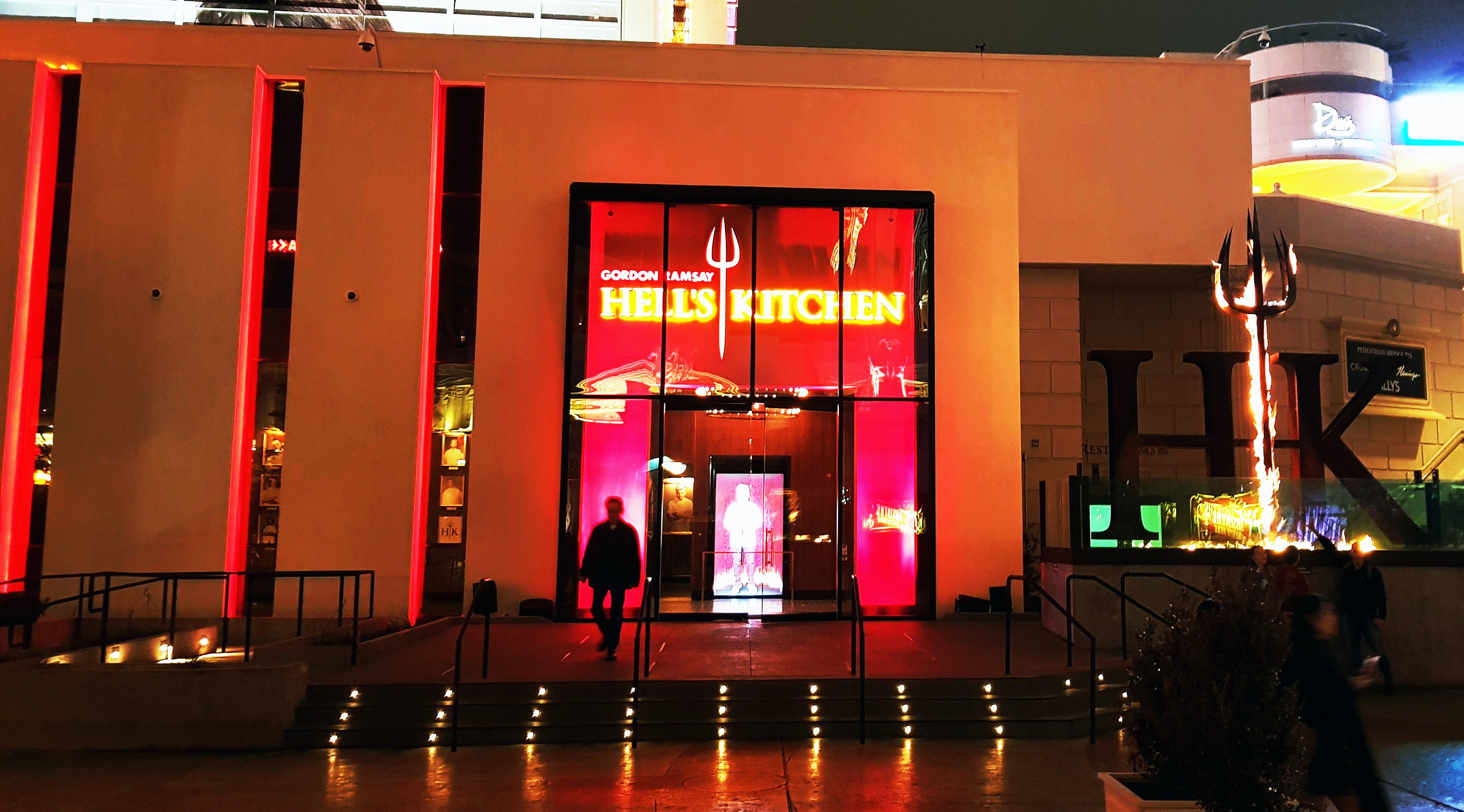
拉姆齊位於凱薩宮酒店的地獄廚房，攝於2019年1月

戈登·拉姆齊的商業資產（餐廳、傳媒、諮詢）都由戈登·拉姆齊控股有限公司所持有。該公司由戈登·拉姆齊的岳父兼合夥人克里斯·哈奇森負責運營，戈登·拉姆齊持有公司69%的股份（約價值6700萬英鎊）。
鑒於以往擔任企業顧問及品牌聯合的經驗，戈登·拉姆齊在2006年11月宣佈將進軍美國市場，計劃開設三家餐廳。他在美國選擇的合作夥伴為著名的私募基金公司黑石集團。黑石集團將為這個計劃提供所合作五星級酒店的翻修費用，每家約合英鎊一億。每家餐廳還將簽署長約10年，每年高達300萬英鎊的費用用於支付戈登·拉姆齊商標的授權以及全套現代歐洲菜系的標準化管理。目前已開業的餐廳包括：
- 佛羅里達州博卡拉頓戈登·拉姆齊天空酒店餐廳；
- 加利福尼亞州西好萊塢戈登·拉姆齊倫敦酒店餐廳；
- 布拉斯戈登·拉姆齊倫敦酒店餐廳。

2006年底，戈登·拉姆齊控股有限公司在倫敦購入三家酒吧并將它們改造成餐吧（提供餐飲服務的酒吧），它們分別是：2007年3月開業的位於萊姆豪斯區的“精准餐吧”（The Narrow）；同年10月開業的位於齊西科區的“德文郡餐吧”（The Devonshire）和2008年2月開業的位於梅達谷區的“沃靈頓餐吧”（The Warrington）。不過很快德文郡餐吧和沃靈頓餐吧在2011年被出售，而精准餐吧目前被作為戈登·拉姆齊控股有限公司的一個投資產品被公開出售。
戈登·拉姆齊是全球多家餐飲機構的顧問，並且擔任新加坡航空公司“國際烹飪顧問團”的專家。
2008年5月，在戈登·拉姆齊旗下受訓15年的得意門生馬庫斯·沃寧在伯克利酒店開創了柏翠莊園餐廳，該餐廳由戈登·拉姆齊控股有限公司控股并獨享商標權。
根據2009年6月的一份報導，經過畢馬威會計師事務所審計之後，戈登·拉姆齊控股有限公司疑似出現財政困難。
2010年4月，戈登·拉姆齊控股有限公司旗下著名餐廳“迷宮餐廳（Maze）”行政主廚賈森·艾瑟頓宣佈辭職并在梅费尔開辦了他自己的餐廳。
2010年10月19日，戈登·拉姆齊控股有限公司發佈聲明，宣佈公司首席執行官克里斯·哈奇森已經離職。隨後，戈登·拉姆齊向傳媒發出一封信，講述他是如何通過私人偵探的調查，進而瞭解他岳父克里斯·哈奇森那複雜的生活。公司帳目顯示克里斯向公司借款多達150萬英鎊。對此克里斯·哈奇森表示已向公司報告並已還款。同時他形容戈登·拉姆齊是一個沒有朋友的驕傲的人。

## 外部連結
- 戈登·拉姆齊官方網站 （页面存档备份，存于）（英文）
- 戈登·拉姆齊在互联网电影资料库（IMDb）上的資料（英文）
- Gordon Ramsay的X（前Twitter）
- 戈登·拉姆齊的Instagram帳戶